# Verbascum carinthiacum
Verbascum carinthiacum är en flenörtsväxtart som beskrevs av Karl Fritsch. Verbascum carinthiacum ingår i släktet kungsljus, och familjen flenörtsväxter. Inga underarter finns listade i Catalogue of Life.